# MV Zenith
Le Zenith est un navire de croisière construit en 1990 sur le chantier naval Meyer Werft de Papenburg en Allemagne, pour la flotte de Celebrity Cruises.
Il a été acquis, après refonte, en 2007 par l'opérateur espagnol de croisière Pullmantur Cruises, filiale de la Royal Caribbean International.
En avril 2014, le paquebot a rejoint Croisières de France. Il a été rénové et mis aux couleurs de la compagnie.
Après la liquidation de cette compagnie, en conséquence de la crise du Covid-19, le navire finit par être démantelé à partir de septembre 2022 en Inde.

## Histoire
Le Zenith a été construit comme navire-jumeau du MV Horizon pour la Celebrity Cruises. Il a d'abord navigué sous pavillon du Libéria et en 2002 sous celui des Bahamas à partir de la Floride en destination des îles caraïbes et des Bermudes.

Après une refonte en 2006, il navigue, depuis 2007, en mer Méditerranée pour la Pullmantur Cruises.
Le 8 août 2009 il a été endommagé sur l'arrière par un incendie.

## Galerie

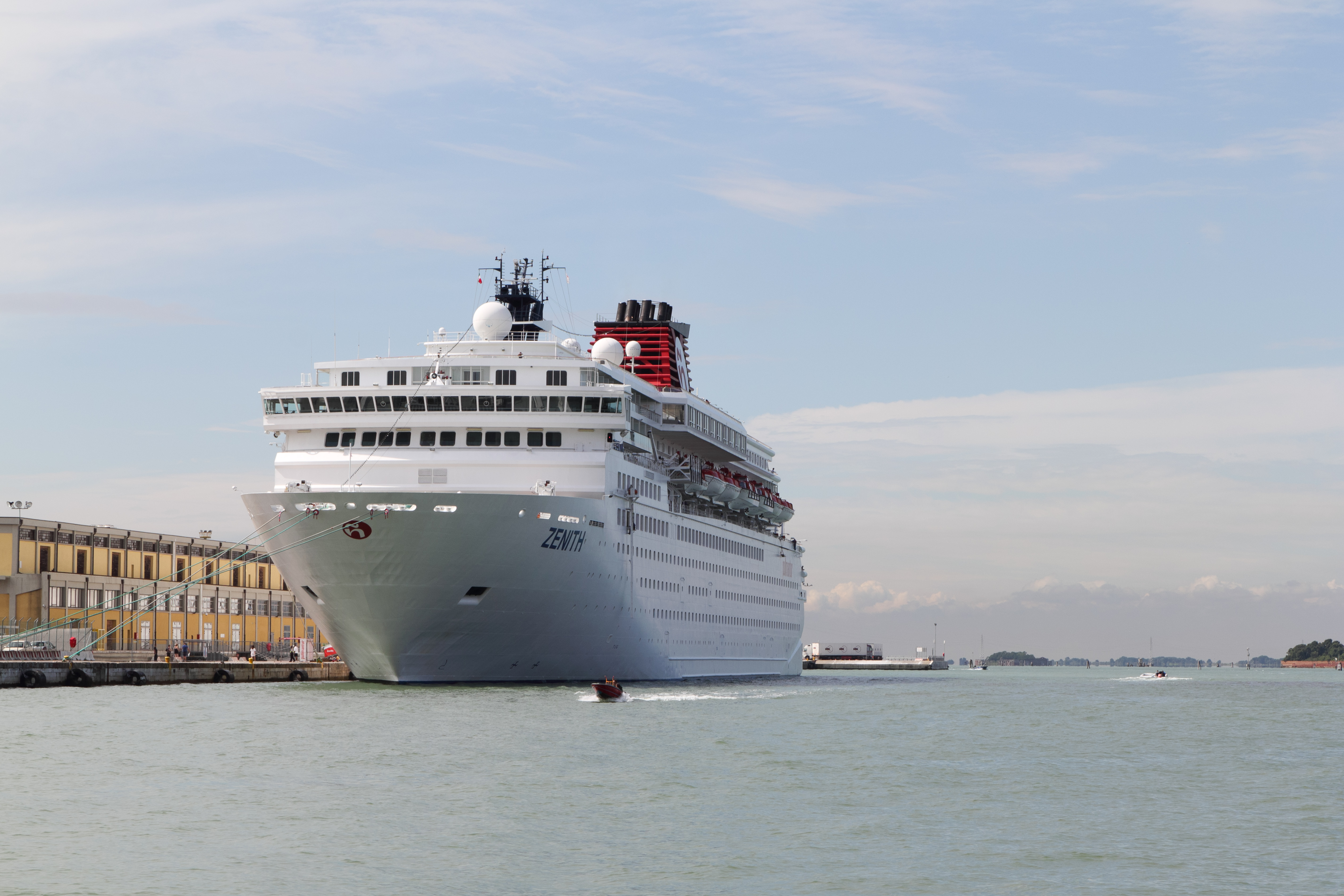
Le Zenith à Venise, Italie en 2010.
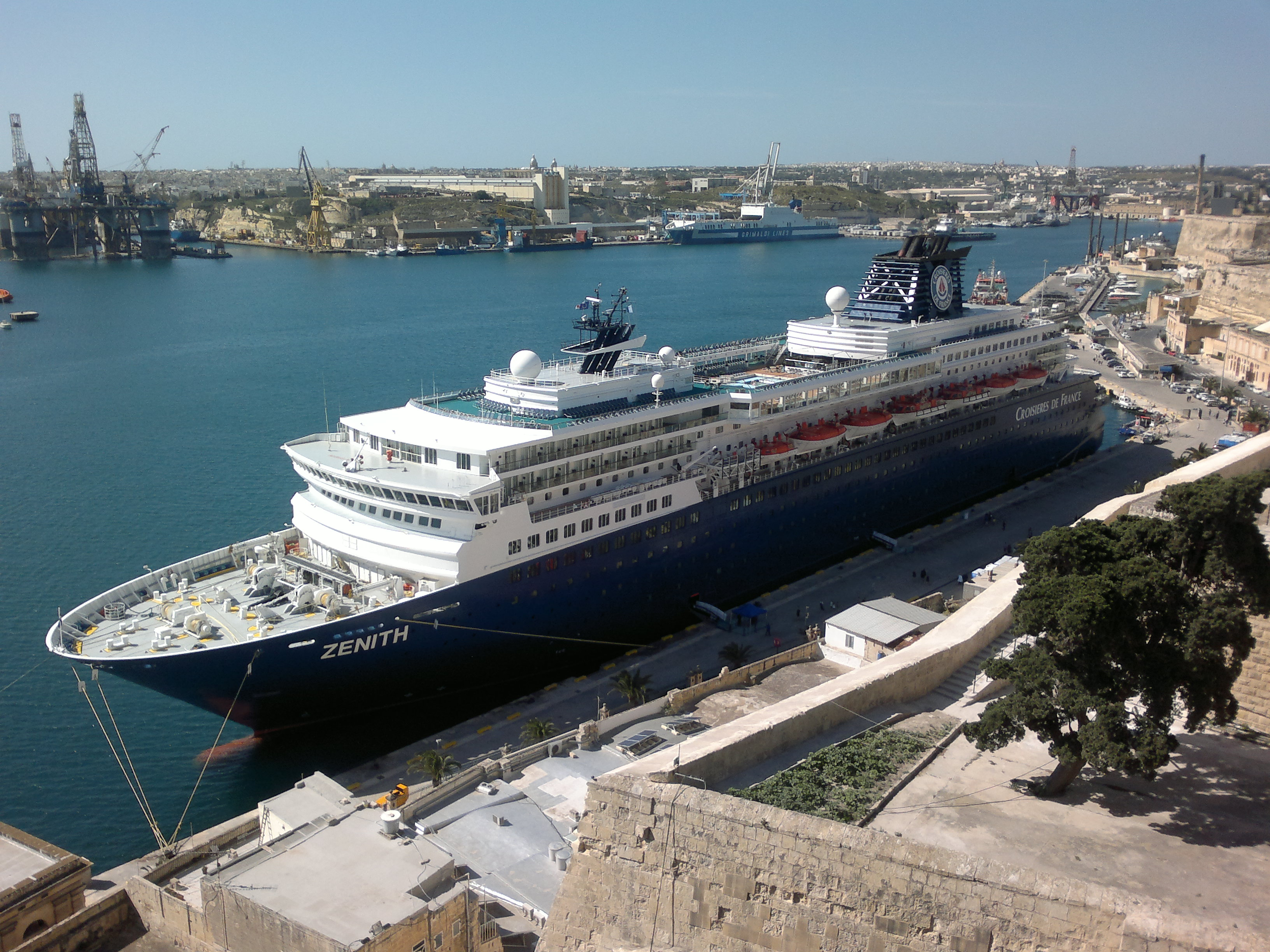
Le CDF Zénith à La Valette, Malte.
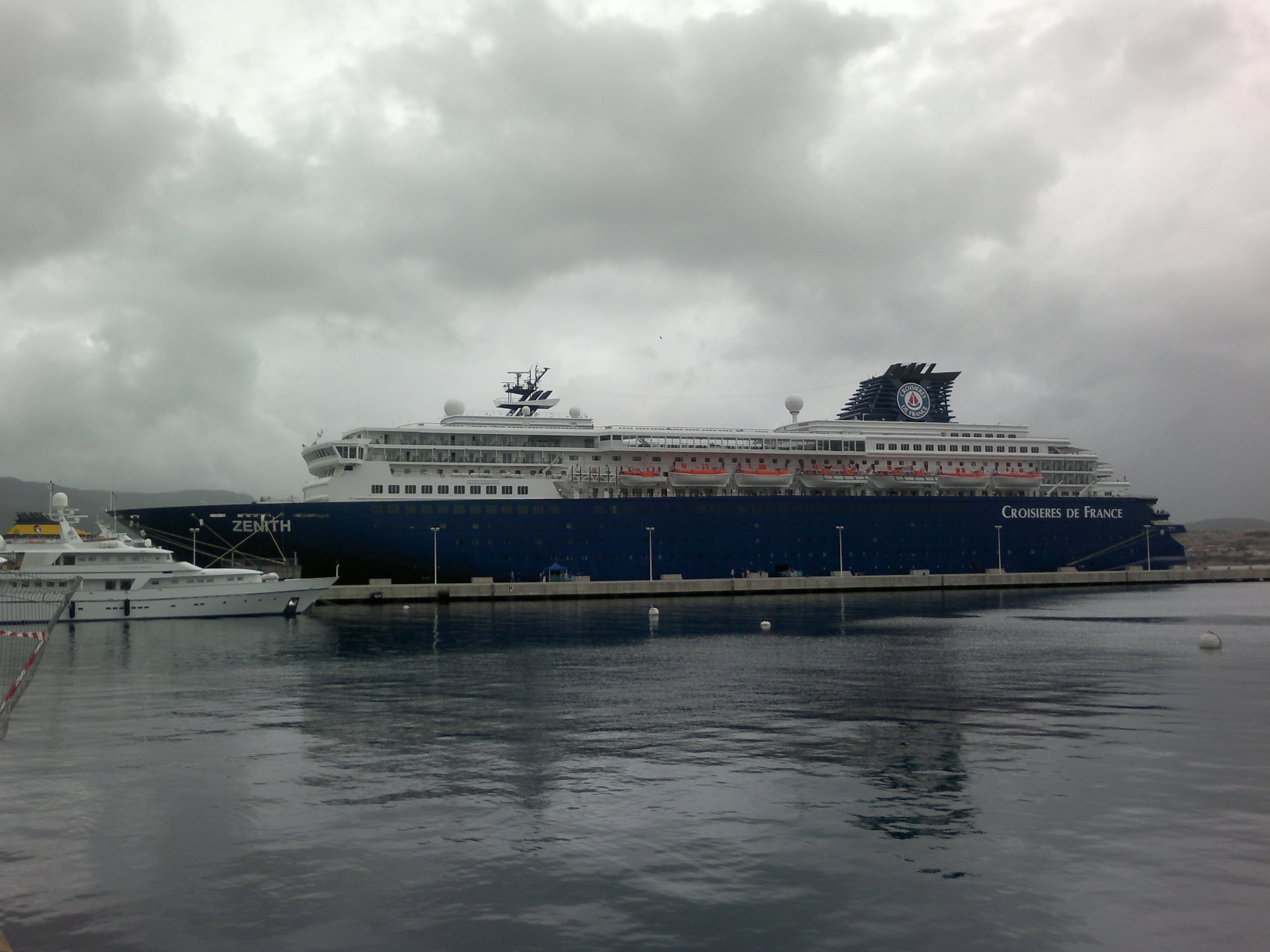
Le CDF Zénith à Ajaccio.
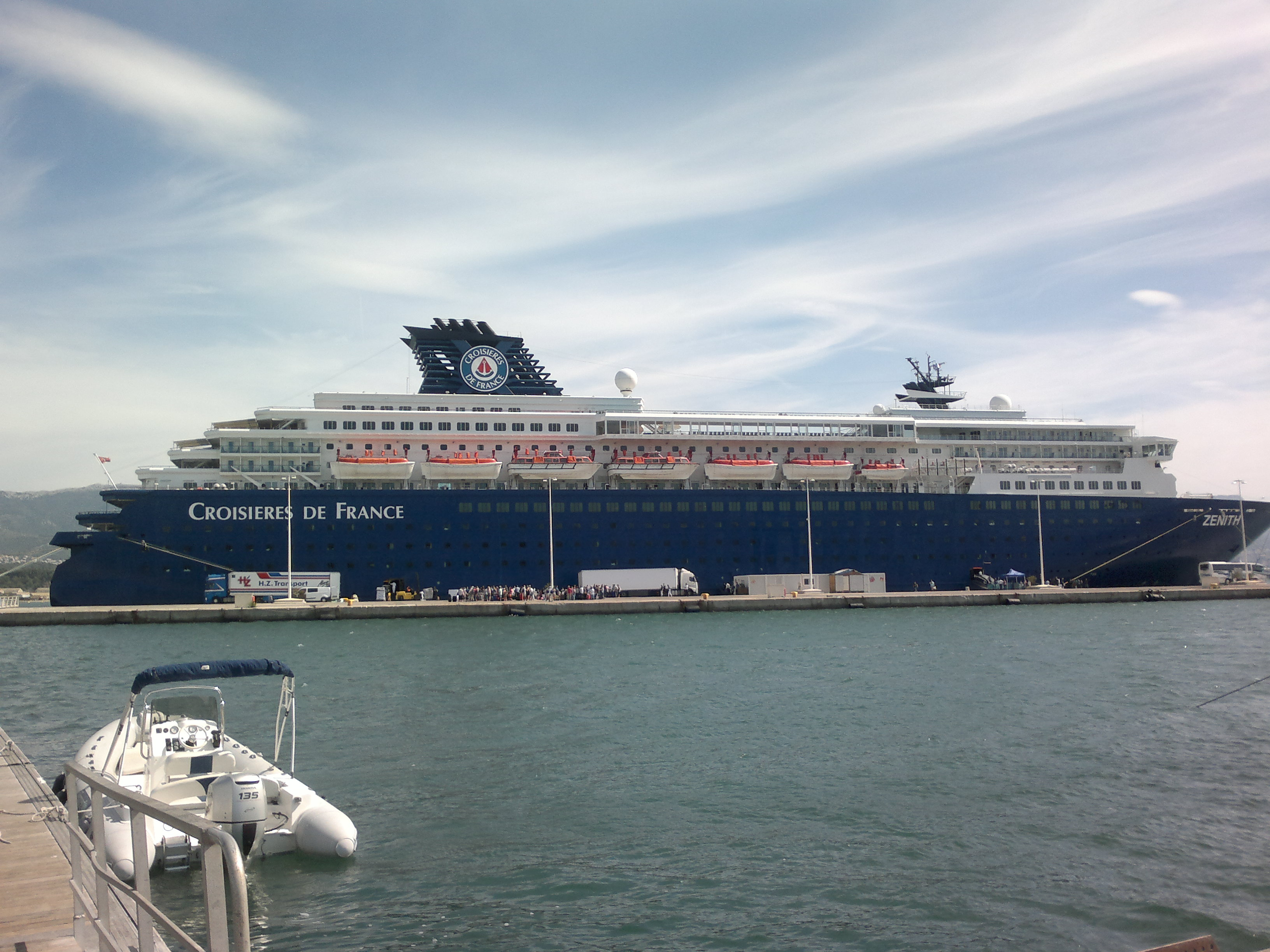
Le CDF Zénith à La Seyne-sur-Mer le 5 juillet 2014.
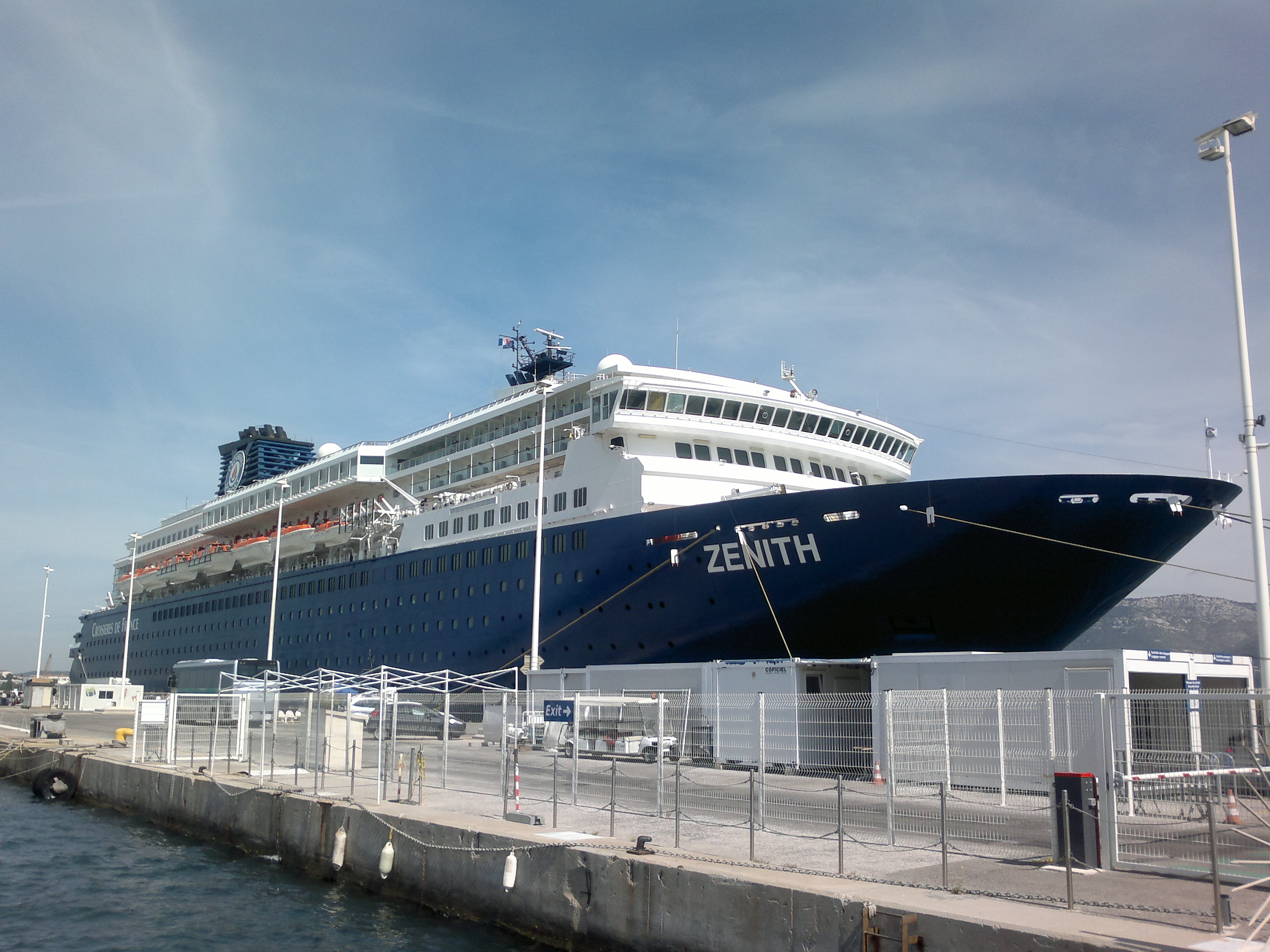
Le CDF Zénith à La Seyne-sur-Mer le 5 juillet 2014.